# Chrysopogon xanthus
Chrysopogon xanthus là một loài ruồi trong họ Asilidae. Chrysopogon xanthus được Clements miêu tả năm 1985. Loài này phân bố ở miền Australasia.